# ریم-۱۶۱ استاندارد ۳
موشک ریم-۱۶۱ استاندارد ۳ (به انگلیسی: RIM-161 Standard Missile 3) معروف به اس‌ام-۳ (SM-3) نوعی سامانهٔ موشکی سطح‌به‌هوای آمریکایی است که توسط شرکت ریتیان با هدف رهگیری موشک‌های بالستیک کوتاه و میان‌برد ساخته شده‌است و در نیروی دریایی ایالات متحده و نیروی دریانوردی دفاع‌ازخود ژاپن به‌کار گرفته شده‌است. این موشک بخشی از سامانهٔ دفاع موشک بالستیک ایجیس است و بر روی کشتی‌های جنگی سوار می‌شود و مدل زمین‌پایهٔ آن نیز مورد استفاده قرار می‌گیرد. اسرائیل برای توسعهٔ نوع زمین‌پایهٔ آن ابراز علاقه کرده‌بود اما بعداً تصمیم گرفت به جای آن موشک بومی ضد بالستیک پیکان ۳ را طراحی کند.
اس‌ام-۳ در اصل برای دفاع از کشتی‌های جنگی در برابر موشک‌های بالستیک ساخته شده اما از قابلیت هدف قرار دادن ماهواره‌هایی که در مدار نزدیک به زمین و کهکشان راه شیری قرار دارند نیز برخوردار است.
برد این موشک ۷۰۰ کیلومتر، سرعتش ۲۵ ماخ و سقف پرواز آن ۵۰۰ کیلومتر است. مدل پیشرفته‌تر این موشک که قرار است تا سال ۲۰۳۰ رونمایی شود، آزمایش نهایی این موشک از سال ۲۰۱۴ شروع و تا ۲۰۲۵ طول می‌کشد.

## نگارخانه

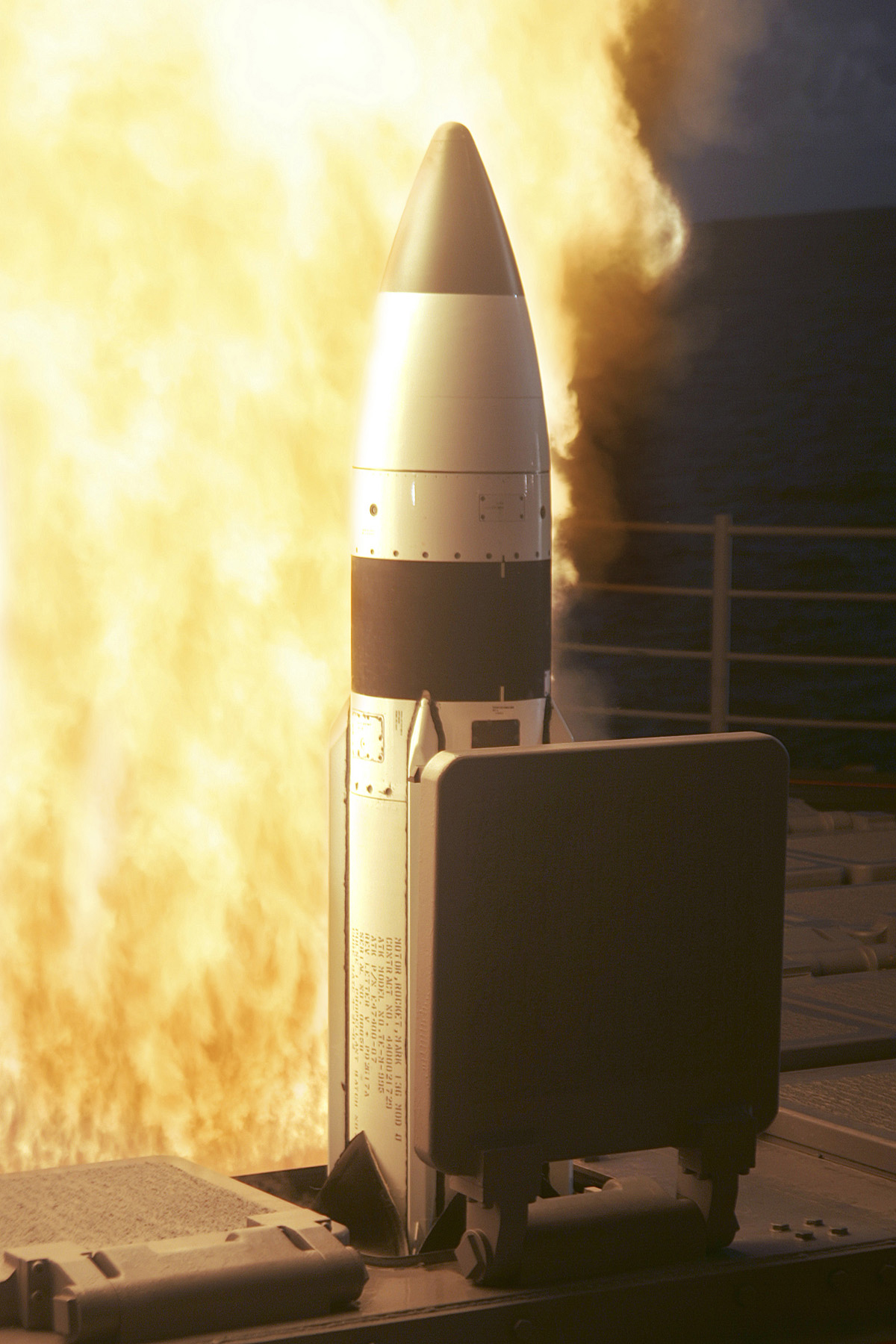
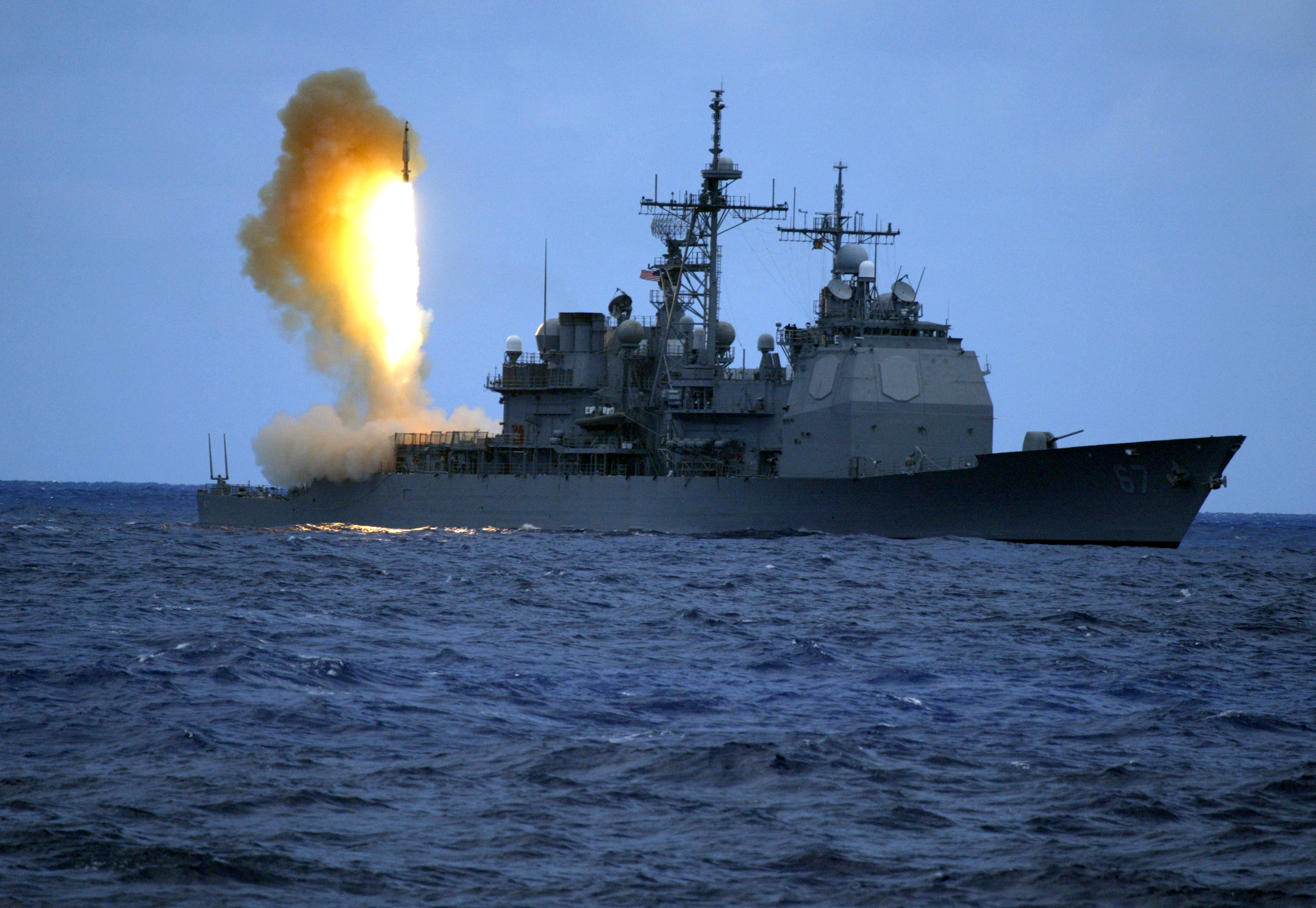
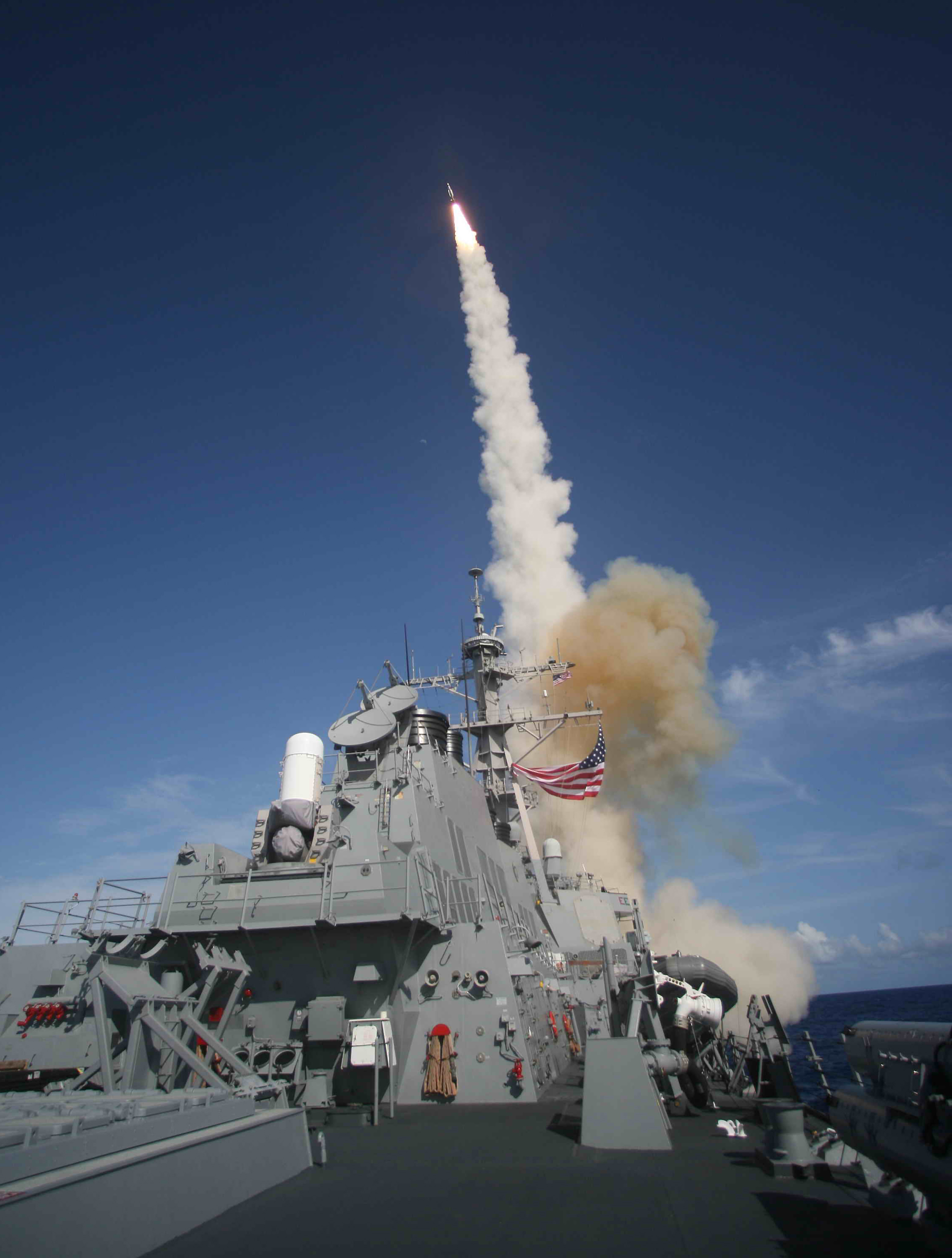
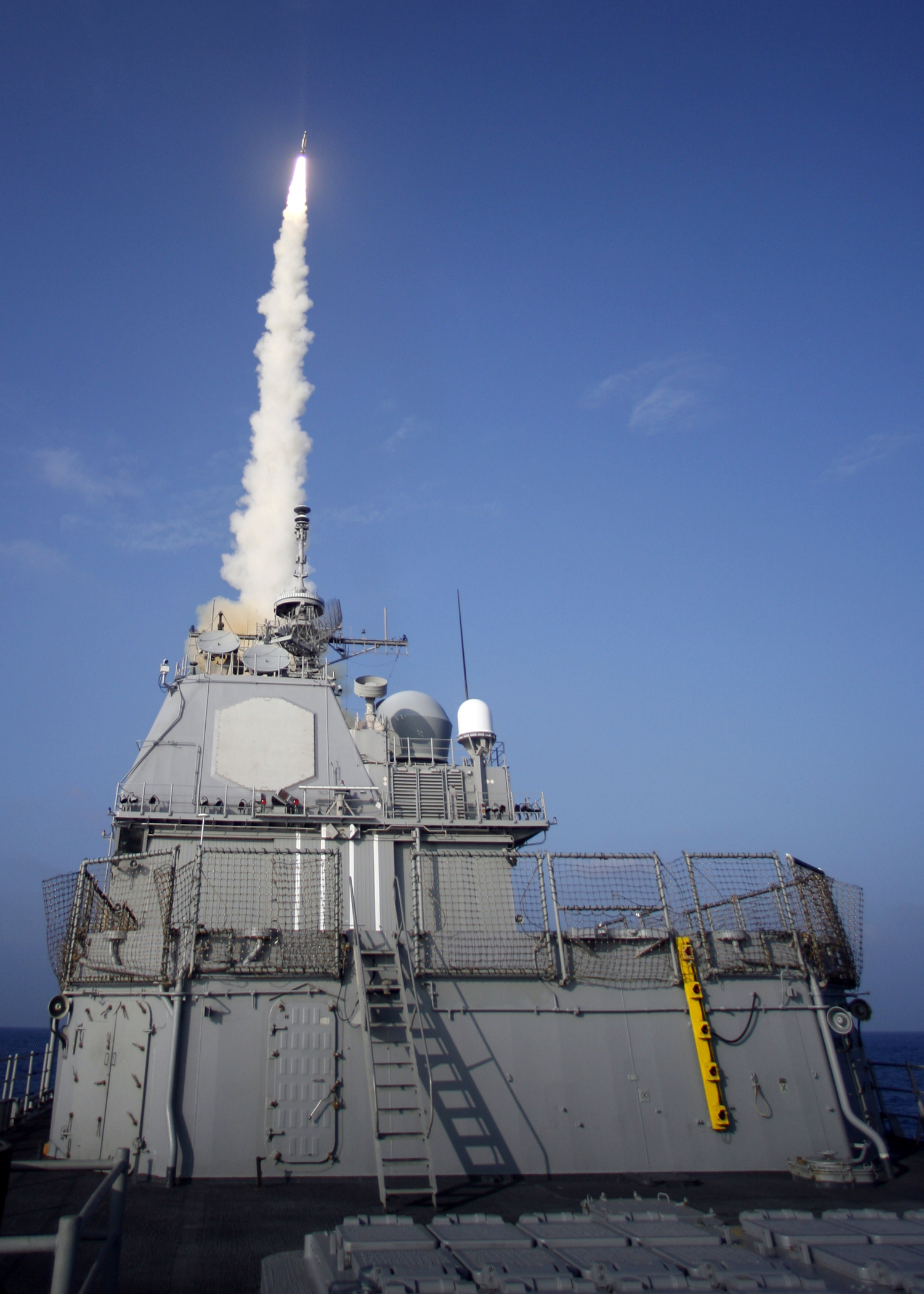